# Rekiya Yusuf
Rekiya Yusuf es una actriz nigeriana.

## Carrera
En 2015, interpretó el papel de "Valerie" en la película dramática de Sunkanmi Adebayo, Spotlight, junto a Segun Arinze, Desmond Elliott y Omoni Oboli.
En 2017, Guardian Newspapers de Nigeria publicó sobre el nuevo proyecto del director John Njcma, la serie dramática de televisión titulada My Flatmates, a la que se unió junto a Bright Okpocha (Basket Mouth), Steve Onu (Yaw), Okey Bakassi, Buchi, el comediante Emmanuel Ikubese, Scarlet Sotade y Wofai.
En 2018, fue nominada como Mejor Actriz (Serie de televisión) en la segunda edición de los Premios Ghana-Naija Showbiz (GNSA), realizados en Lagos, Nigeria el 14 de octubre.
En 2019, se unió al elenco del largometraje de terror de Bright Okpocha, Exorcismo de Alu.

## Filmografía
| Año  | Película                           | Personaje | Notas            | Ref.   |
| ---- | ---------------------------------- | --------- | ---------------- | ------ |
| 2019 | Girlfriends                        | Actriz    |                  | [ 10 ] |
| 2019 | Exorcism of Alu                    | Actriz    | Horror, Thriller | [ 9 ]  |
| 2015 | Full Cast & Crew: Spotlight (III)' | Valerie   | Drama            | [ 2 ]  |

## Premios y nominaciones
| Año  | Premios | Categoría                          | Resultado |
| ---- | ------- | ---------------------------------- | --------- |
| 2018 | GNSA    | Mejor actriz (serie de televisión) | Nominada  |